# Paz de Amasya
La paz de Amasya (en persa: پیمان آماسیه) fue un tratado firmado el 29 de mayo de 1555 entre el sah Tahmasp I del Imperio safávida y el sultán Solimán el Magnífico del otomano en la ciudad otomana de Amasya, de la que tomó el nombre el tratado.
Puso fin a la guerra guerra otomano-safávida que habían librado las dos potencias durante veinticuatro años. El tratado se centró en delimitar las fronteras que mantendría cada nación tras la guerra, que se había desencadenado justamente por el descuerdo fronterizo entre el sultán y el sah.

## Contenido del tratado
El tratado definió la frontera entre los imperios safávida y el otomano y marcó el comienzo de un periodo de paz que duró veinte años. Según lo estipulado, Armenia y Georgia fueron divididas en partes iguales entre los dos países. Además, el Imperio otomano obtuvo la mayor parte de Irak, incluyendo Bagdad, lo que le dio acceso al golfo Pérsico, mientras que los persas conservaron su antigua capital de Tabriz y todos los demás territorios del noroeste, en el Cáucaso, que dominaban antes de la guerra. La frontera así establecida atravesaba las montañas que dividen el este y el oeste de Georgia (con príncipes vasallos nativos), cruzaba Armenia, y pasaba por la vertiente occidental de los Zagros hasta el golfo Pérsico. Por añadidura, los otomanos concedieron permiso a los peregrinos persas para que pudiesen acudir a los lugares santos de La Meca y Medina, así como a los sitios de las peregrinaciones chiitas en Irak.